# A vy zas mlátíte černochy
„A vy lynčujete černochy“ (rusky: „А у вас негров линчуют“, A u vas něgrov linčujut) a později „A vy věšíte černochy“ jsou fráze satirizující reakce sovětské propagandy na americkou kritiku porušování lidských práv. Používání frází, jako jsou tyto, je příkladem taktiky tu quoque (jde o argumentační klam typu Úhybný manévr) a bylo pokusem odrážet kritiku Sovětského svazu odkazováním na rasovou diskriminaci a lynčování v USA.
Sovětská média často poukazovala na rasovou diskriminaci, finanční krizi a nezaměstnanost ve Spojených státech, což bylo prezentováno jako selhání kapitalistického systému, které bylo odstraněno komunismem.[zdroj?] Na lynčování Afroameričanů bylo nahlíženo jako na kostlivce ve skříni USA, což Sověti využívali jako formu rétorické munice v případech, kdy jim byla vytýkána jejich vlastní ekonomická a společenská selhání. Používání fráze zaznamenalo rozmach v 60. letech 20. století v rámci studené války. Po pádu Sovětského svazu (SSSR) v roce 1991 se fráze rozšířila jako odkaz na ruskou taktiku informační války. V Rusku se pak rozšířila jako kritika jakékoli formy politiky USA.[zdroj?]
Český dramatik a pozdější prezident Václav Havel zařadil v roce 1980 frázi mezi „často užívané demagogické triky“. Magazín The Economist ji popsal jako formu whataboutismu, která se podle něj masově rozšířila po rozpadu SSSR. Kniha Exit from Communism autora Stephena Richardse Graubarda popisuje, že symbolizuje odklon od reality. Michael Dobson ji srovnal s idiomem „the pot calling the kettle black“ (hrnec říká konvici, že je černá) a označil ji za oblíbený případ tu quoque. Konzervativní magazín National Review frázi označil za „hořkou pointu sovětské éry“ a poznamenal, že „na tento vtip existuje milion studenoválečných variací“. Liberální izraelské noviny Ha'arec popsaly použití fráze jako formu sovětské propagandy. Britský liberální politický web Open Democracy frázi označil jako „nejlepší příklad whataboutismu“. Elizaveta Gaufman ve své práci Bezpečnostní hrozby a veřejné vnímání popsala idiom jako nástroj, který obrací něčí argument proti němu.